# Zentralfriedhof Friedrichsfelde
Der Zentralfriedhof Friedrichsfelde im Berliner Ortsteil Lichtenberg des gleichnamigen Bezirks zählt zu den bekanntesten Friedhöfen Berlins. Als Begräbnisstätte zahlreicher sozialdemokratischer, sozialistischer und kommunistischer Politiker und Aktivisten erhielt er bereits vor dem Ersten Weltkrieg den Beinamen Sozialistenfriedhof. Später entstand auf seinem Areal die Gedenkstätte der Sozialisten. Teile des Friedhofsensembles einschließlich der Grünanlagen und der Bodendenkmale stehen unter Denkmalschutz und er dient auch als Parkanlage.

## Geschichte des Friedhofs

### Ab 1880: Anlage und Eröffnung
Am 28. April 1880 erwarb die Stadt Berlin auf Initiative des Stadtrats Ernst Friedel von Carl von Treskow, dem Besitzer des Ritterguts Friedrichsfelde, ein 1000 Meter × 250 Meter großes Areal vor den damaligen östlichen Grenzen Berlins in der Gemeinde Friedrichsfelde, um dort den Berliner Gemeindefriedhof Friedrichsfelde einrichten zu können. Der Kaufpreis betrug 46.000 Mark. Mit der gestalterischen Planung des neuen Friedhofs wurde der Berliner Stadtgartendirektor Hermann Mächtig beauftragt. Nach dem Vorbild des Ohlsdorfer Friedhofs in Hamburg entwarf er eine große parkähnliche Begräbnisstätte, die unter Leitung des Gartenarchitekten Axel Fintelmann verwirklicht wurde.
Die offizielle Eröffnung der nunmehr als Central-Friedhof Friedrichsfelde bezeichneten Anlage erfolgte am 21. Mai 1881. Erstmals für Berlin waren hier auch Armenbegräbnisse möglich, weil die Stadt die Beerdigungskosten übernahm. 1911 wurden diese Begräbnisse wieder eingestellt, da mittlerweile auch viele wohlhabende Berliner den Friedhof aufgrund seiner ansprechenden Gestaltung als Bestattungsort wählten.

### Nutzung
In den ersten Jahren seines Bestehens stieg die Zahl der Beisetzungen auf dem Friedhof stark an. Die Stadtverwaltung ließ deshalb um 1895 ein Anschlussgleis von der Preußischen Ostbahn hierher einrichten, weil für die Bestattungsunternehmen wie auch für die Trauergäste der Weg sehr beschwerlich war.

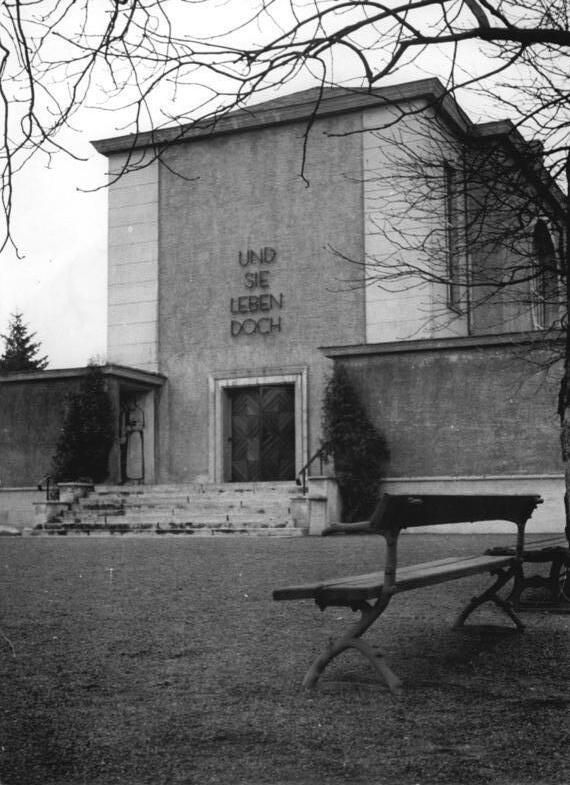
Feierhalle, 1954 errichtet

Die erste Urnen-Beisetzung auf dem Friedhof fand am 22. September 1887 statt. Da die Einäscherung von Toten in Preußen nach den gültigen Gesetzen unzulässig war, mussten die Leichen in Krematorien außerhalb des Landes verbrannt werden – die Beisetzung der Asche in Preußen war jedoch legal. Gegen eine gesetzliche Liberalisierung leisteten die römisch-katholische Kirche und die evangelische Landeskirche in Preußen erheblichen Widerstand. Der schon 1874 gegründete Verein für Feuerbestattung ließ 1890 auf einem künstlichen Hügel im Park die „Urnenhalle“ errichten, ein Kolumbarium, in dem Urnen würdevoll aufbewahrt werden konnten. Erst 1911 wurde in Preußen als vorletztem deutschem Staat (vor Bayern) das entsprechende Gesetz geändert, so dass das kommunale Krematorium Berlin-Wedding 1912 in Betrieb genommen wurde. Die Urnenhalle von 1890 wurde gegen Ende des Zweiten Weltkriegs schwer beschädigt und in den 1950er Jahren abgetragen.

### Beisetzungen von Politikern und Prominenten
Im August 1900 wurde der Central-Friedhof Friedrichsfelde in ganz Deutschland bekannt, als der SPD-Gründer Wilhelm Liebknecht hier beerdigt wurde. Bei seiner Beisetzung zogen rund 150.000 Personen von Charlottenburg nach Friedrichsfelde. Das Grabmal für Wilhelm Liebknecht hatte seine Partei von Heinrich Julius May als Porträtbüste gestalten lassen. Es wurde 1901 eingeweiht; mit der Einrichtung des Sozialistenbereichs 1950 dorthin umgesetzt. Weil später auch Hugo Haase, Paul Singer, Ignaz Auer, Emma Ihrer und weitere Sozialdemokraten dort bestattet wurden, erhielt der Friedhof bald den Beinamen Sozialistenfriedhof. Die unmittelbar am Haupteingang eingerichtete Grabstätte der meisten dieser Personen befand sich auf einem leichten Hügel, der umgangssprachlich bei den politischen Anhängern auch Feldherrnhügel genannt wurde.
Nachdem der Friedhof seinen Ruf als Armenbegräbnisstätte verloren hatte, entstand 1913 im vorderen Teil das Bleichröder-Mausoleum. In diesem Erbbegräbnis wurden sieben Mitglieder der Familie des 1872 geadelten Bankiers Gerson von Bleichröder beigesetzt. Das Mausoleum wurde 1950 auf Anweisung des Kommunisten Wilhelm Pieck, des damaligen Präsidenten der DDR, zerstört, weil es dem damals neu entstehenden Sozialistenbereich  zu nahe stand.

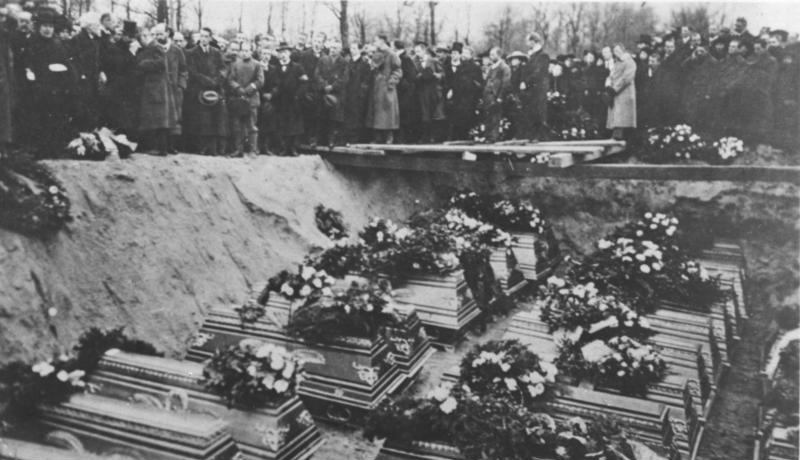
Beerdigung der Revolutionsopfer 1919

Während und vor allem am Ende des Ersten Weltkriegs starben in Berlin zahlreiche Einwohner an Hunger und Entkräftung, auch verwundete Soldaten erlagen ihren Verletzungen. Etwa 150 tote Soldaten und zahlreiche Zivilisten fanden zwischen 1916 und 1919 auf dem Central-Friedhof Friedrichsfelde ihre letzte Ruhestätte. Ein Kriegerdenkmal wurde nicht gestiftet.

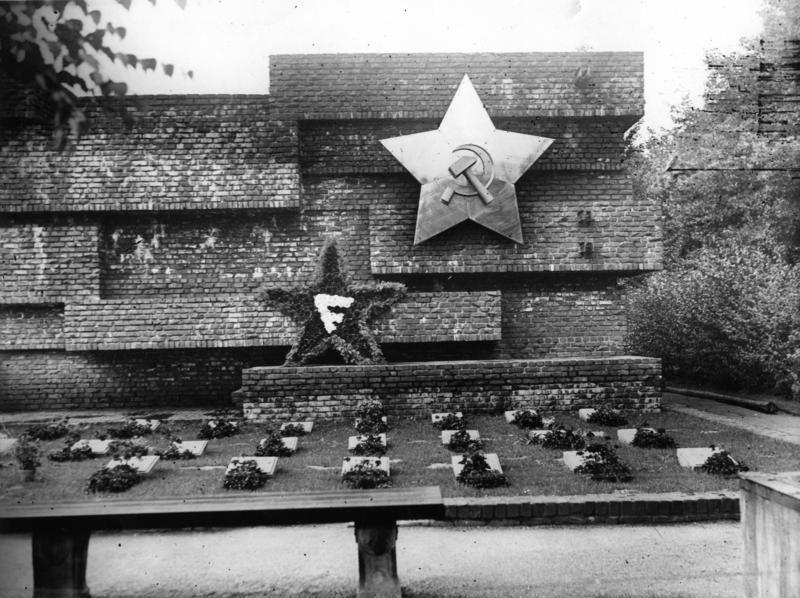
Revolutionsdenkmal von 1926

Am 25. Januar 1919 wurden die 33 Opfer des Spartakusaufstandes (5.–12. Januar 1919), darunter auch der ermordete Karl Liebknecht, auf diesem Friedhof in einem Massengrab beigesetzt. Karl Liebknecht war ein Sohn Wilhelm Liebknechts. Später in diesem Jahr folgten weitere inzwischen identifizierte tote Revolutionäre, darunter Rosa Luxemburg. Zur Erinnerung an die auf dem Friedhof bestatteten Toten aus der Arbeiterbewegung sollte ein angemessenes Mahnmal errichtet werden, das schließlich im Frühjahr 1926 nach einem Entwurf von Ludwig Mies van der Rohe realisiert und unter dem Namen Revolutionsdenkmal am 13. Juni 1926 enthüllt wurde.
Bis 1933 fanden auf dem Friedhof beim Revolutionsdenkmal jährlich Aufmärsche und Gedenkfeiern zu Ehren von Lenin, Liebknecht und Luxemburg (sogenannte ‚LLL-Wochen‘) statt. Im Februar 1933 wurde das Denkmal durch Nationalsozialisten schwer beschädigt, Anfang des Jahres 1935 schließlich bis auf das Fundament abgetragen und die umliegenden Gräber eingeebnet. Nach dem Ende des Zweiten Weltkriegs wurde die zerstörte Anlage nicht wiederhergestellt.

### Entwicklung nach Ende des Zweiten Weltkriegs
Die Stadt Berlin kaufte 1947 für den Friedhof sieben Hektar Land hinzu und konnte damit eine wesentliche Erweiterung der Bestattungsmöglichkeiten unter Beibehaltung des Parkcharakters gewährleisten.

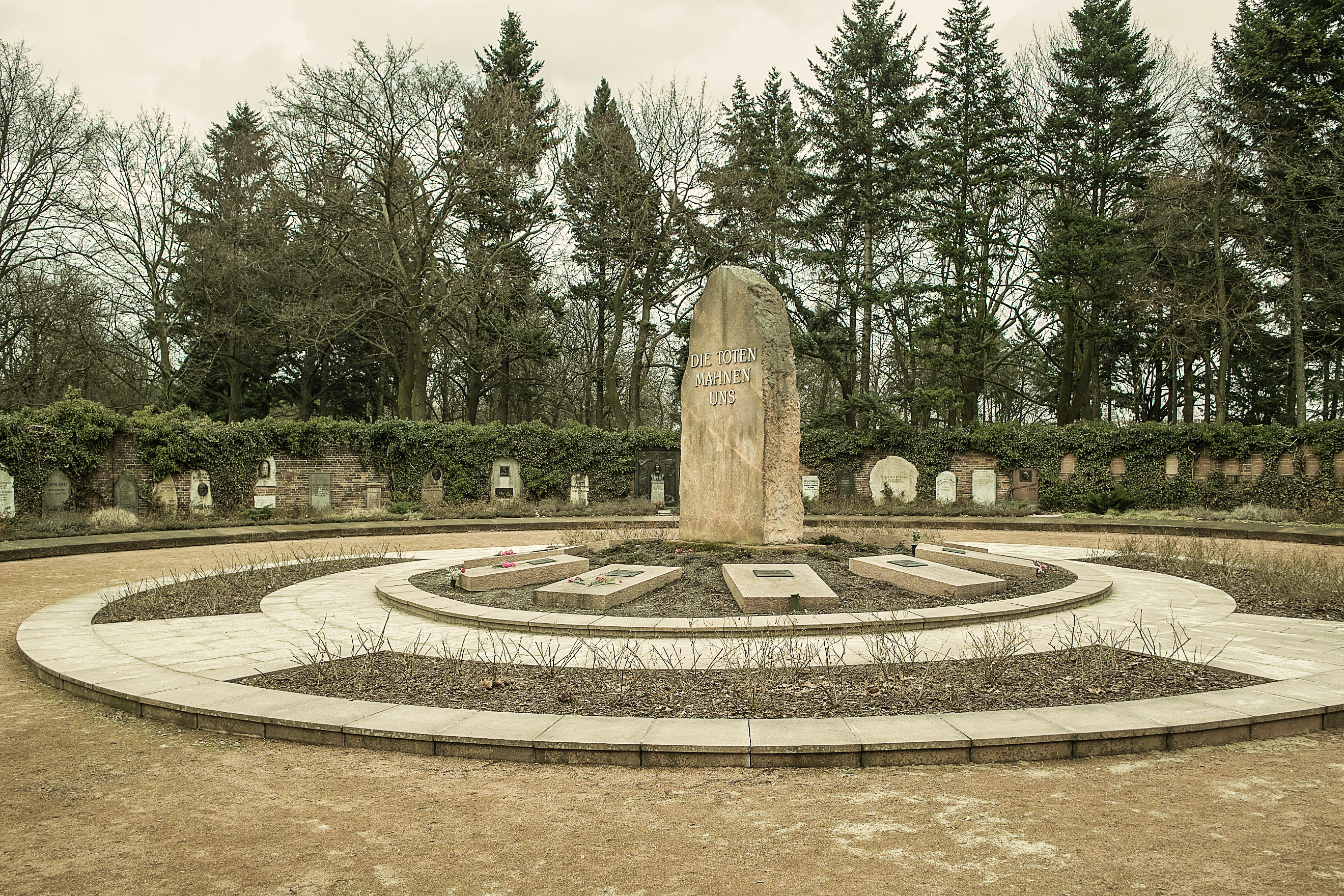
Gedenkstätte der Sozialisten von 1951

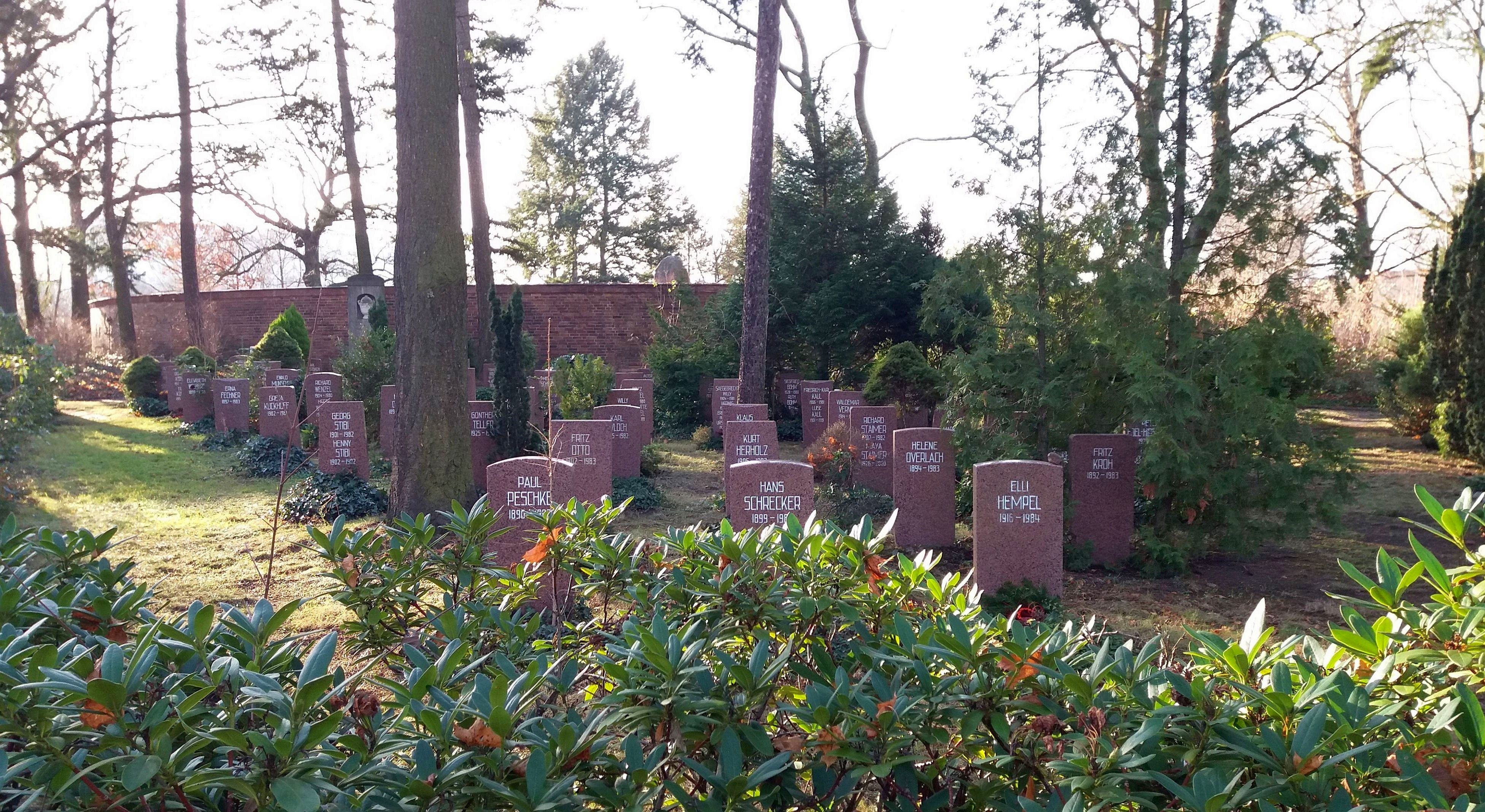
Gräberanlage Pergolenweg der Gedenkstätte der Sozialisten

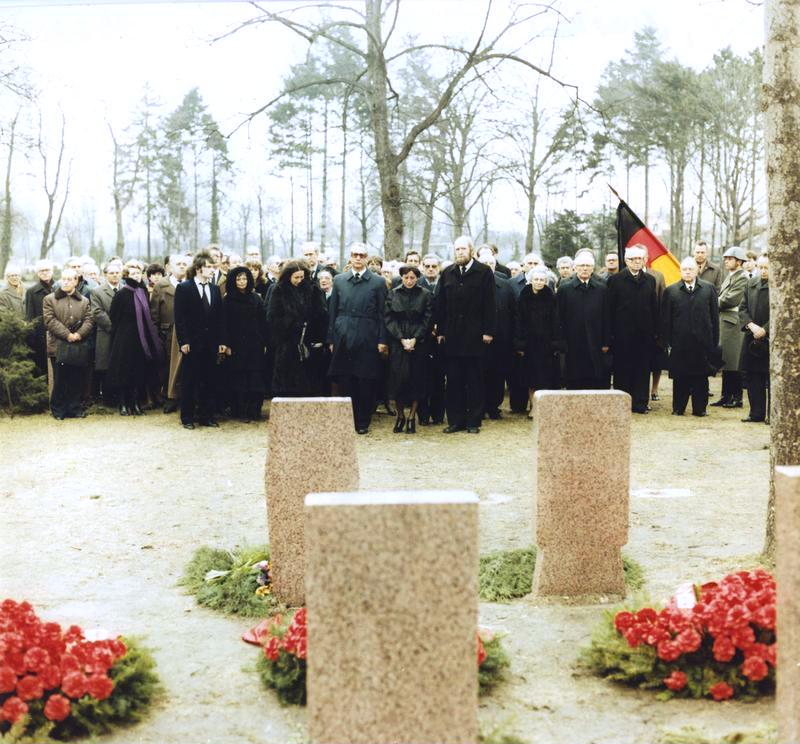
Staatsbegräbnis von Konrad Wolf in der Gräberanlage Pergolenweg (1982)

Im September 1949 gab der Berliner Magistrat statt einer Wiederherstellung des 1935 abgetragenen Revolutionsdenkmals den Auftrag zum Bau einer neuen gemeinsamen Gedenkstätte für Sozialdemokraten und Kommunisten, die im vorderen Teil des Friedhofs angelegt werden sollte. Die Bauarbeiten einschließlich der Umbettung der Särge erfolgten ab 1950, am 14. Januar 1951 wurde die neue Anlage unter dem Namen Gedenkstätte der Sozialisten unter Anwesenheit von führenden Politikern der DDR eingeweiht. Bis zum Ende der DDR diente diese Anlage zusammen mit der angrenzenden Gräberanlage Pergolenweg als Ehrenfriedhof für Personen, die sich nach Ansicht der SED um die ‚sozialistische Idee‘ verdient gemacht hatten. Die Entscheidung darüber, welche Personen dort ein Ehrengrab erhalten sollten, behielt sich das Politbüro der SED vor. Seitdem finden jährlich am zweiten Sonntag im Januar zum Gedenken an Rosa Luxemburg und Karl Liebknecht Demonstrationen zum Friedhof statt. Neue Grabanlagen werden seit dem Herbst 1989 nicht mehr vergeben.

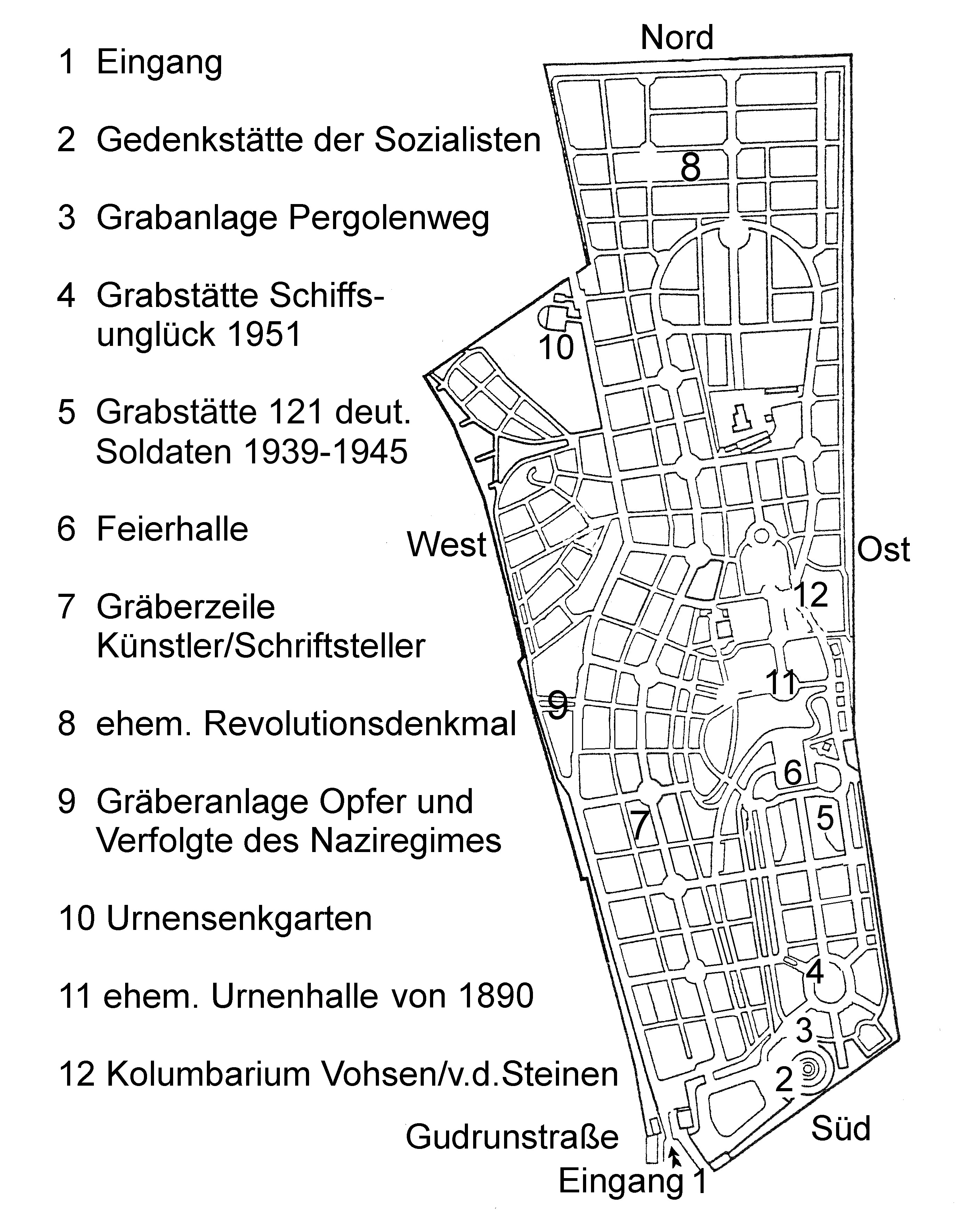
Übersichtsplan

Im nordwestlichen Bereich befindet sich eine kaum bekannte Begräbnisanlage, der Urnensenkgarten. Hier wurden auf einer Halbrundfläche zahlreiche eingeäscherte Tote in Urnen beigesetzt. An der umgebenden Mauer sind 14 Grabtafeln eingelassen. Am tiefsten Punkt dieses Senkgartens hatte die kommunale Friedhofsverwaltung eine Brunnenanlage gestalten lassen: Eine aus Kalkstein geschlagene Skulptur (Die Knieende) erhielt ihren Platz auf dem Rondell des Brunnenbeckens. Rings um das Becken waren mehrere Bänke aufgestellt. Inzwischen (Stand Frühjahr 2017) fehlt der Skulptur der Kopf, im Brunnenbecken befindet sich kein Wasser mehr, und von den Bänken sind nur noch die Betonstützen erhalten.
Zum Schmuck und passend zum Parkcharakter des Friedhofs wurden über die Jahrzehnte mehrere Schmuckbrunnen und Plastiken aufgestellt. Die Figuren sind weitestgehend erhalten, jedoch sind die Brunnen nicht mehr in Betrieb.
Das metallene Eingangstor in der Gudrunstraße/Rüdigerstraße entstand um 1950, nachdem das ursprüngliche, von Ludwig Hoffmann entworfene Gittertor 1950 abgerissen wurde. Das erhaltene Tor stammt zum größten Teil aus der Werkstatt von Fritz Kühn, ebenso die benachbarte Zaun- und Toranlage zum Sozialistenfriedhof. Im Zeitraum 2016/2017 hat das zuständige Bezirksamt auf Initiative des Förderkreises Erinnerungsstätte der deutschen Arbeiterbewegung Berlin-Friedrichsfelde die 55 Meter lange Toranlage in der Werkstatt von Kathmann Metallbau in Berlin-Neukölln komplett restaurieren lassen. Die Arbeiten haben rund 230.000 Euro gekostet, die aus dem Denkmalschutz-Sonderprogramm VI des Bundes (70.000 Euro), vom Landesdenkmalamt (80.000 Euro) sowie aus dem Bezirkshaushalt (80.000 Euro) stammen. Sie wurde am 6. November 2017 in einer kleinen Feierstunde wieder eingeweiht.
Die Feierhalle war im Jahr 1891–1893 nach Plänen von Hermann Blankenstein als Friedhofskapelle am Mittelweg errichtet worden. Später diente die Kapelle zunächst als Leichenhalle, in den 1950er Jahren führte ein Totalumbau zu dem heutigen Aussehen.
Nach dem Zweiten Weltkrieg wurde der Zentralfriedhof dem Ortsteil Lichtenberg zugeordnet, der Name der Anlage wurde jedoch nicht offiziell geändert.

### Perspektive
Zum Erhalt des Friedhofs und zur Anpassung an veränderte Bestattungsformen wird der gesamte Friedhof ab dem Jahr 2023 auf Basis des Entwurfs des Büros für Stadtplanung, Landschaftsplanung und Stadtforschung (TOPOS) schrittweise langfristig und nachhaltig verändert: der Bau von Urnenwänden, die Möglichkeit von Waldbestattungen im Lichtenwald, die Einrichtung von Begräbnisflächen für Sternenkinder sowie die Öffnung für nicht-christliche Bestattungsformen (beispielsweise ein Buddhistisches Grabfeld). Das Konzept trägt den Titel Zentralfriedhof Friedrichsfelde 2030 und wird unter Verantwortung des Bezirksamts Lichtenberg umgesetzt. Die Arbeiten finden in drei parallel umsetzbaren Bauetappen statt: Entsiegelung großer dunkler Asphaltflächen (die durch hellere reflektierende kleinere Oberflächen ersetzt werden), Aufstellung bzw. Erneuerung von Sitzgelegenheiten an den Hauptwegen, Neupflanzungen unter Berücksichtigung insektenfreundlicher und vogelfreundlicher Büsche und Bäume. Das bezirkliche Straßen- und Grünflächenamt führt diese Arbeiten aus. Bei den daraufhin begonnenen Umbauarbeiten wird auch das Umfeld einbezogen, die Barrierefreiheit wird verbessert, eine Hainbuchenhecke soll gepflanzt werden, Verkehrsgefährdungen beseitigt. Und die Feierhalle erhält einen Anbau für einen Abschiedsraum. Es erwies sich während dieser Arbeiten als dringend, die Zuwegung zur Feierhalle sicherer zu machen, die Treppe war marode und wurde durch eine neue Treppe ersetzt. Die Fußwege um die Halle herum entwickelten sich im Lauf der Benutzung ebenfalls zu Stolperfallen und wurden bis Anfang 2024 wesentlich verbessert. – Für alle genannten Maßnahmen stellt das Bezirksamt rund 230.000 Euro zur Verfügung.
Der Friedhofsvorplatz soll bis 2025 zu einem Stadtplatz und repräsentativen Vorplatz mit zahlreichen Bäumen umgestaltet werden. Die unmittelbaren Parkmöglichkeiten werden daher verlagert.

## Grabanlagen

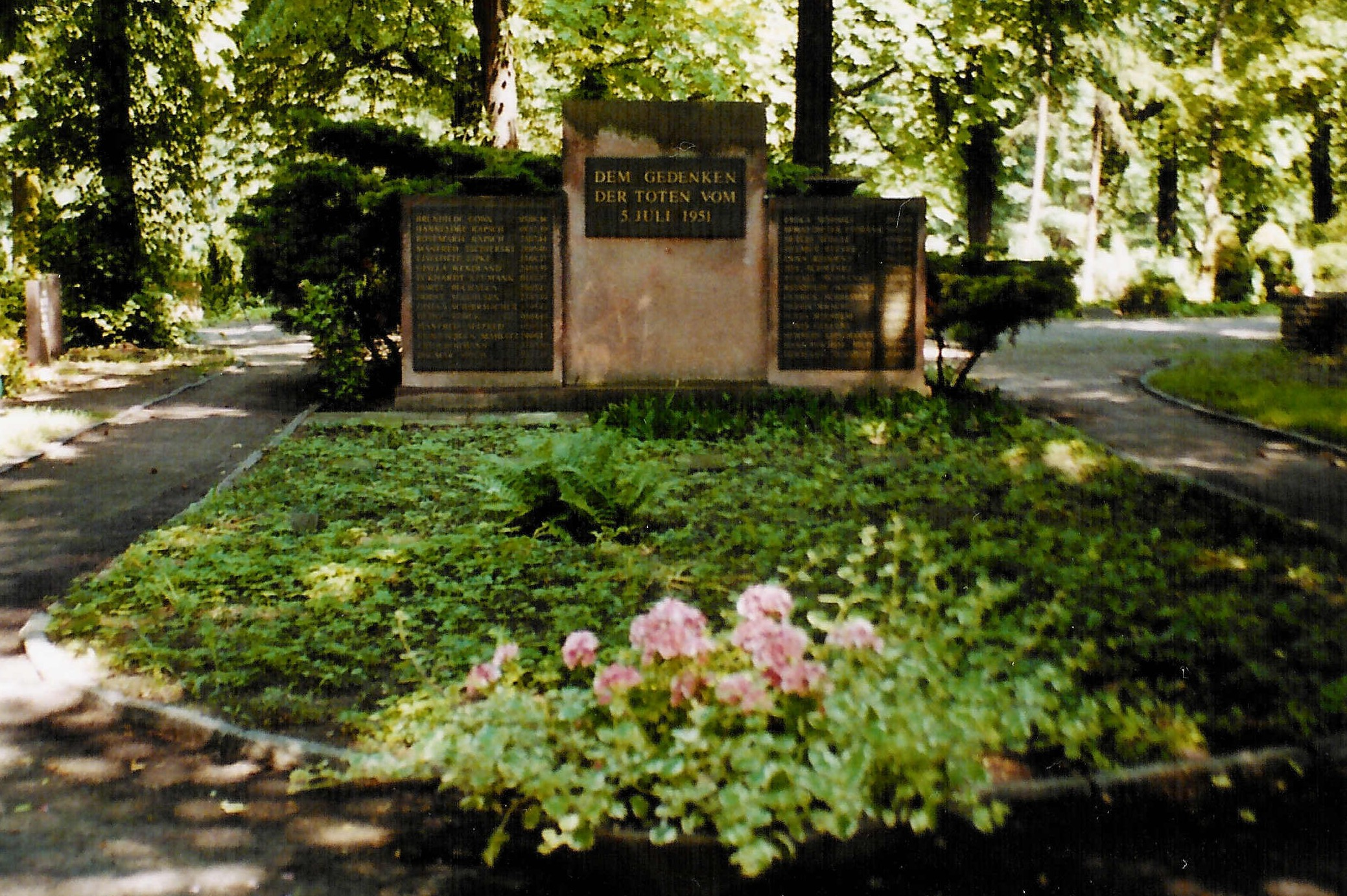
Gedenkstätte für die Opfer des Schiffsunglücks im Treptower Hafen 1951

### Gedenkstätte für die Opfer des Schiffsunglücks im Treptower Hafen
Nordwestlich der Gräberanlage Pergolenweg befindet sich die Gedenkstätte für die Opfer des Schiffsunglücks im Treptower Hafen von 1951, bei dem zahlreiche Kinder ums Leben kamen.

### Gräberanlage für Opfer des Faschismus und Verfolgte des Naziregimes

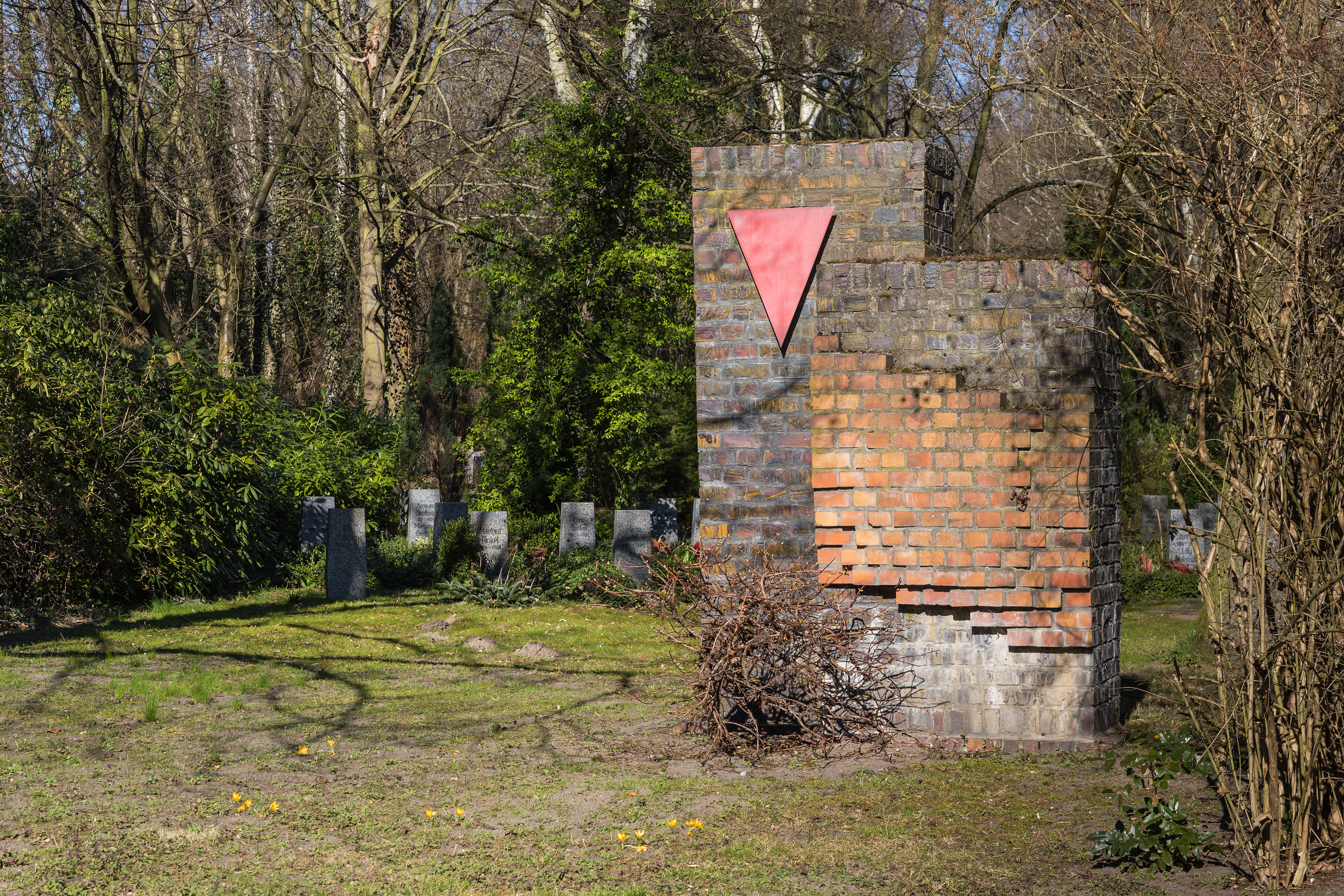
Gemauerter Gedenkstein mit rotem Winkel an der Gräberanlage für Opfer des Faschismus und Verfolgte des Naziregimes

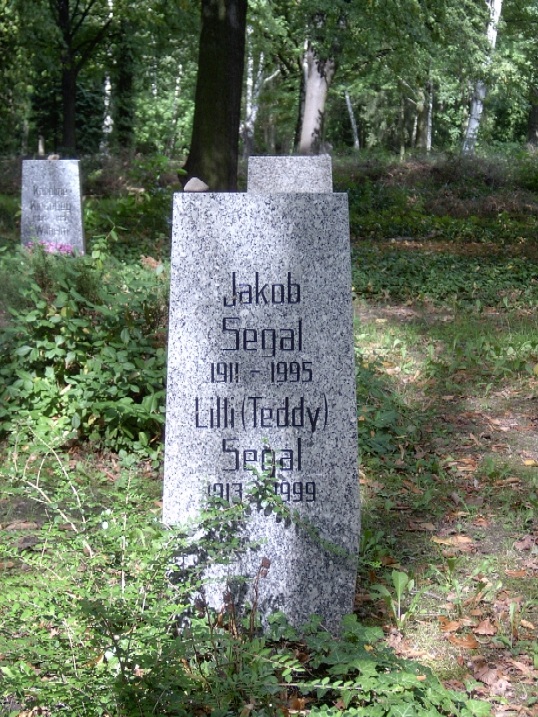
Grab von Jakob Segal in der Gräberanlage für Opfer des Faschismus und Verfolgte des Naziregimes

Diese Urnen-Gräberanlage (auch VdN-Ehrenhain genannt) wurde auf einem seitlich gelegenen Areal, das schon 1947 zum Zentralfriedhof Friedrichsfelde hinzugekauft worden war, eingerichtet und am 29. Januar 1978 eingeweiht.
Grundlage für die Einrichtung des VdN-Ehrenhains auf dem Zentralfriedhof Friedrichsfelde war ein Beschluss des Magistrats von Berlin von 1975, worauf Ehrenhaine für Verfolgte des Naziregimes, Revolutionäre und verdiente Persönlichkeiten auf fünf Ost-Berliner Friedhöfen eingerichtet wurden. Den Überlebenden des Widerstands gegen den Nationalsozialismus sollte damit eine würdige Begräbnisstätte geschaffen werden. Durch die VdN-Urnenanlage wurde der Zentralfriedhof Friedrichsfelde letztlich zur größten Berliner Begräbnisstätte von Verfolgten und Widerstandskämpfern.
Nach dem Ende der DDR war der Zustand der Gräberanlage für die Opfer des Faschismus und Verfolgten des Naziregimes nicht immer zufriedenstellend. 2015 etwa wurde die Anlage als „weitgehend zugewuchert“ beschrieben, was den „Eindruck eines lieblosen Umgangs mit den Gräbern“ erweckte und auch Beschwerden von Besuchern beim zuständigen Bezirksamt Lichtenberg nach sich zog.
Bestattungen im VdN-Ehrenhain können auch weiterhin noch stattfinden, sofern die betroffenen Verstorbenen zur Zeit der DDR als Verfolgter des Naziregimes (VdN) anerkannt waren. Pro Grab ist eine Belegung mit maximal zwei Urnen vorgesehen. Auch Ehepartner und nahe Verwandte einer als VdN anerkannten Person können hier ihre letzte Ruhestätte finden. Die Form und das Material der Grabsteine (Granit) sowie die Beschränkung der Inschriften auf das Geburts- und Sterbejahr der Toten sind festgelegt. Den Beginn der Gräberanlage markiert eine aus Ziegeln gemauerte Stele, die den roten Winkel der politischen KZ-Häftlinge trägt (siehe Bild unter der Abschnittsüberschrift).
Unter den hier Bestatteten sind oder waren (in alphabetischer Reihenfolge):
- Werner Albrecht
- Eva Altmann
- Hermann Axen[16]
- Karl Bauerfeind
- Artur Baumann
- Cläre Behrens
- Wolfgang Bergold
- Kurt Bietzke
- Werner Böhnke
- Erich Bombach
- Fred Dellheim
- Karl Dietzel
- Alfred Drögemüller
- Werner Eberlein
- Fritz Eikemeier
- Karl Ellrich
- Willi Engels
- Martin Franke
- Günter Giel
- Kurt Gregor
- Herbert Grünstein
- Kurt Hager
- Fritz Hampel
- Gerhard Heidenreich
- Georg Henke
- Erich Henschke
- Walter Herkner
- Walter Hochmuth
- Herbert Jopt
- Erich Kistowski
- Matthäus Klein
- Hans Klering
- Gerhard Kosel
- Kurt Langendorf
- Ernst Langguth
- Paul Laufer
- Georg Lehnig
- Robert Lehmann
- Reinhold Lochmann
- Kurt Lohberger
- Fred Löwenberg
- Rolf Markert
- Moritz Mebel
- Ernst Melis
- Herbert Neumann[17]
- Herbert Plaschke
- Helmut Poppe
- Johann Raskop
- Max Reimann
- Erich Richter
- Kurt Roßberg
- Bruno Schliebenow
- Eva Schmidt-Kolmer
- Max Schröder
- Eva Schulz-Endert
- Horst Schumann
- Jakob Segal
- Horst Sindermann
- Walter Tille
- Curt Trepte
- Heino Weiprecht
- Heinz Willmann

### Gräberzeile der Künstler und Schriftsteller

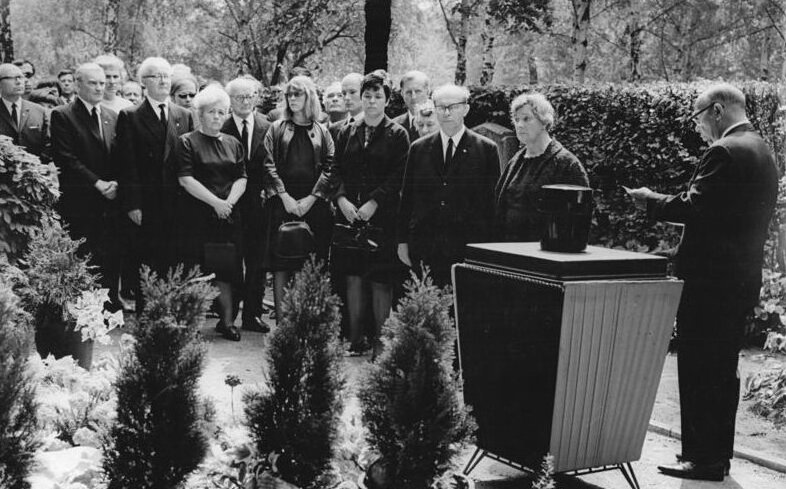
Beisetzung der Urne Otto Nagels 1967

In der in der Urnenabteilung Nr. 8 angelegten Gräberzeile der Künstler und Schriftsteller (kurz meist Künstlerabteilung genannt) befinden sich die Grabstätten zahlreicher Personen des kulturellen Lebens, darunter zahlreiche Mitglieder der Akademie der Künste der DDR. Auch Ehepartner und nahe Verwandte der durch ein Ehrengrab geehrten Persönlichkeiten können hier ihre letzte Ruhestätte finden. Die Künstlerabteilung erstreckt sich auf der östlichen Seite des Friedhofs unweit der Feierhalle und besteht aus einer Nordreihe (N) sowie einer Südreihe (S).
Hier bestattet sind (in alphabetischer Reihenfolge):
- Andre Asriel (S)
- Norbert Christian (N)
- Paul Herbert Freyer (S)
- Eva Görsch (S)
- Leo Haas (S)
- Gerhard Hardel (S)
- Rudolf Hirsch (N, 
Grab Hirsch)
- Renate Holland-Moritz (S, 
Grab Weber)
- Eduard Klein (S)
- Walter Kohls (S)
- Karl Kollwitz (N, 
Grab Kollwitz)
- Käthe Kollwitz (N, 
Grab Kollwitz)
- Lothar Kusche (S)
- Reinhold Lingner (S)
- Irmtraud Morgner (S)
- Gabriele Mucchi (N, 
Grab Mucchi)
- Jenny Mucchi-Wiegmann (N, 
Grab Mucchi)
- Herbert Nachbar (S)
- Otto Nagel (N)
- Günter Nerlich (N)
- Jochen Petersdorf (S)
- Louis Rauwolf (N)
- Ludwig Renn (N)
- Conrad Schmidt (N, 
Grab Kollwitz)
- Rosemarie Schuder, verh. Hirsch (N, Grab Hirsch)
- Hansgeorg Stengel (S)
- Georg Stern (N, 
Grab Kollwitz)
- Wolfgang E. Struck (S)
- János Veiczi (S)
- Hans Weber (S, 
Grab Weber)
- Wolfgang Weber (Keramiker) (N)
- Paul Wiens (N)
- Siegfried Witzmann (N)
- Walter Womacka (N)

## In anderen Bereichen des Friedhofs bestattete Personen (Auswahl)
- Friedrich Archenhold (1861–1939), Astronom, Begründer der Archenhold-Sternwarte
- Irma Beilke (1904–1989), Opernsängerin
- Simon Blad (1818–1896), Geschäftsmann
- Georg von Bleichröder (1857–1902), Bankier im Bankhaus S. Bleichröder
- James von Bleichröder (1859–1937), Bankier im Bankhaus S. Bleichröder
- Otto Brass (1875–1950), sozialistischer Politiker
- Olaf Bunke (1935–2021), Mathematiker
- Heinz Busch (1931–2021), Offizier im Ministerium für Staatssicherheit der DDR
- Horst Dohlus (1925–2007), Mitglied des Politbüros des ZK der SED in der DDR
- Axel Fintelmann (1848–1907), Landschaftsarchitekt, Gestalter des Zentralfriedhofs Friedrichsfelde
- Ernst Friedel (1837–1918), Historiker
- Emil Fuchs (1874–1971), evangelischer Theologe
- Elisabeth Giersiepen (1920–1962), Wirtschaftshistorikerin
- Anselm Glücksmann (1913–1999), Jurist
- Olaf Groehler (1935–1995), Militärhistoriker
- Karl Grünheid (1931–2004), Minister für Maschinenbau in der DDR
- Friedrich Heilmann (1892–1963), SED-Funktionär und Journalist in der DDR
- Joachim Hoffmann (1922–2002), FDGB-Funktionär in der DDR 
(Urnengemeinschaftsanlage Nr. 2)
- Helmut Just (1933–1952), Volkspolizist in der DDR
- Ali Kahvari (1923–2021), iranischer kommunistischer Politiker und Vorsitzender der Tudeh-Partei
- Richard Kirsch (1915–1971), Chirurg
- Martin Kirschner (1842–1912), Oberbürgermeister von Berlin
- Max Kreuziger (1880–1953), Pädagoge
- Jupp Ledwohn (1907–2003), KPD-Funktionär, Widerstandskämpfer
- Mischket Liebermann (1905–1981), Schauspielerin und Autorin
- Hermann Mächtig (1837–1909), Landschaftsarchitekt, Gestalter des Zentralfriedhofs Friedrichsfelde
- Kurt Magritz (1909–1992), Architekt und Maler
- Julian Marchlewski (1866–1925), Politiker, Asche 1950 auf den Warschauer Militärfriedhof überführt
- Erwin Marcusson (1899–1976), Sozialhygieniker
- Edmund Meyer (1864–1931), Mediziner
- Ernst Hermann Meyer (1905–1988), Komponist
- Paul Meyerheim (1842–1915), Maler und Grafiker
- Erich Mielke (1907–2000), Minister für Staatssicherheit in der DDR 
(Urnengemeinschaftsanlage Nr. 2)
- Gerhard Mohnike (1918–1966), Mediziner und Hochschullehrer
- Mentona Moser (1874–1971), Schriftstellerin und Kommunistin aus der Schweiz
- Hanfried Müller (1925–2009), evangelischer Theologe
- Rosemarie Müller-Streisand (1923–2020), evangelische Theologin
- Harry Nick (1932–2014), Wirtschaftswissenschaftler
- Harry Ott (1933–2005), DDR-Diplomat
- Karl-Heinz Otto (1915–1989), Prähistoriker
- Richard Paulick (1903–1979), Architekt und „Vater“ der DDR-Plattenbauten (Gräberfeld S 1)
- Wilma Podewin (1933–1990), Hochschullehrerin
- Ingrid Reschke (1936–1971), Filmregisseurin
- Richard Rive (1864–1947), Oberbürgermeister von Halle (Saale)
- Ilse Rodenberg (1906–2006), Intendantin
- Julius Rodenberg (1831–1914), Journalist und Schriftsteller
- Theodor Rosenheim (1860–1939), Mediziner
- Steffie Spira (1908–1995), Schauspielerin
- Hans-Joachim Spremberg (1943–1978), Bildreporter beim ADN der DDR
- Otto Stobbe (1870–1941), Offizier, zuletzt Generalleutnant der Wehrmacht
- Paula Thiede (1870–1919), Gewerkschafterin
- Ludwig Turek (1898–1975), Schriftsteller
- Eduard von Wangenheim (1871–1961), Schauspieler „Eduard von Winterstein“
- Gustav von Wangenheim (1895–1975), Schauspieler
- Franz Carl Weiskopf (1900–1955), Schriftsteller „F.C. Weiskopf“
- Grete Weiskopf (1905–1966), Schriftstellerin „Alex Wedding“
- Kurt Winter (1910–1987), Mediziner
- Karl-Heinz Wirzberger (1925–1976), Rektor der Humboldt-Universität zu Berlin
- Alfred Zahn (1903–1972), von den Nationalsozialisten verfolgter Journalist
- Lola Zahn (1910–1998), aus Nazi-Deutschland emigrierte Juristin und Wirtschaftswissenschaftlerin
- Gerhard Zimmermann (1927–1989), Minister für Maschinenbau in der DDR
- Klaus Zweiling (1900–1968), Philosoph

## AlsEhrengrab des Landes Berlingewidmete Grabstätten

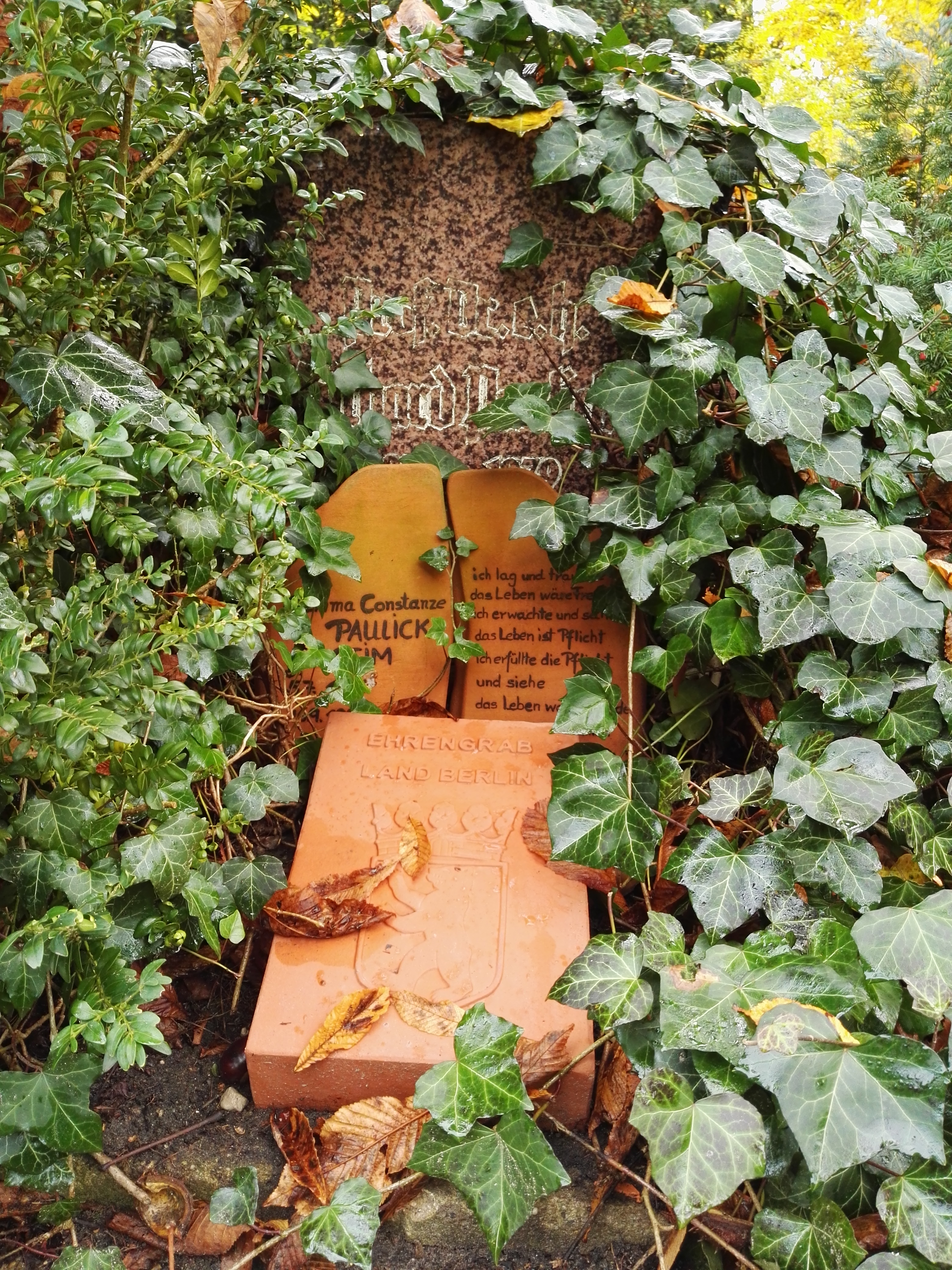
Grab von Richard Paulick mit Kennzeichnung als Ehrengrab des Landes Berlin

Als Ehrengrab des Landes Berlin gewidmet sind auf diesem Friedhof derzeit (2023) sechs Grabstätten:
- Emil Fuchs (1874–1971), evangelischer Theologe
- Martin Kirschner (1842–1912), Oberbürgermeister von Berlin, Ehrenbürger von Berlin 1912
- Käthe Kollwitz (1867–1945), bildende Künstlerin
- Reinhold Lingner (1902–1968), Landschaftsarchitekt
- Otto Nagel (1894–1967), bildender Künstler, Ehrenbürger von Berlin 1970
- Richard Paulick (1903–1979), Architekt und „Vater“ der DDR-Plattenbauten